# Liste von Persönlichkeiten der Stadt Immenstadt im Allgäu
In dieser Liste sind Persönlichkeiten aufgeführt, die mit der Stadt Immenstadt im Allgäu in Verbindung stehen.

## Ehrenbürger
- Johann Nepomuk Gebhard Graf zu Königsegg-Rothenfels (* 1804; † 1867) – im Februar 1853
- Adolph Probst (* 1828; † 1907), Kommerzienrat – am 14. Januar 1898
- Franz Josef Herz (* 1828; † 1902), Ökonomierat – am 2. August 1901
- Edmund Probst (* 1843; † 1918), Kommerzienrat – am 14. März 1913
- Franz Glötzle (* 1868; † 1948), Chronist der Stadt Immenstadt – am 15. März 1948
- Karl Pfau (* 1907; † 1997), Erster Bürgermeister 1952–1970 – am 28. April 1970
- Julius Kunert jun. (* 1900; † 1993), Gründer des Kunert-Unternehmens in Immenstadt – am 22. Mai 1975
- Gertrud Sigwart (* 1925; † 2017)[1], Mitbegründerin der Kaiser-Sigwart-Stiftung – am 21. Februar 1995
- Gerd Bischoff (* 1945), Erster Bürgermeister 1978–2008 – am 28. April 2008[2]

## Goldener Ehrenring der Stadt Immenstadt – Geehrte Persönlichkeiten (Auswahl)
- Rudolf Berkmann (Stadtarchivar)
- Hans Breinlinger (1977, Schriftsteller, Komponist, Journalist)
- Karl Herzig (1980, langjähriger, ehrenamtlicher Leiter der Stadtbibliothek, Oberlehrer)[3]
- Rudolf Linsig (Musiker, Stadtkapellmeister)
- Helmut Eberl (2000, Verleger, von 1960 bis 2008 Erster Vorstand der Freiwilligen Feuerwehr Immenstadt)
- German Altenried (Stadtratsmitglied, „Vater“ des Allgäu Triathlon, Sportorganisator)
- Klaus Beyer (langjähriges Stadtratsmitglied)
- Hanns Stumpf (1984, langjähriger Stadtrat; ehem. Bürgermeister der Gemeinde Stein i. Allgäu)
- Hans-Joachim Hüttenrauch (langjähriges Stadtratsmitglied)
- Karl Stempian (Verlagsleiter des Allgäuer Anzeigeblattes)
- Rudolf Vogel (Stadtarchivar, Historiker)
- Manfred Miller (2007, Schulrektor, langjähriger Stadtrat, Mitglied des Sportbeirats)
- Hans-Dieter Kappes (1992, langjähriges Stadtratsmitglied und Sicherheitsbeauftragter, Mitbegründer der Sicherheitswacht)
- Helmut Ott (Stadtrat, Immenstädter Post-Chronist)[4]
- Edeltraud Wagner (2011, langjährige Vorsitzende des Kinderschutzbundes)
- Siegbert Eckel (2011, langjähriger Mitarbeiter des Stadtarchivs, Herausgeber und Mitautor bei zahlreichen Publikationen zur Stadtgeschichte, z. B. Immenstadt im Allgäu (Mitautor), Immenstadt im Wandel (Herausgeber), Immenstädter Miniaturen (Herausgeber))
- Harald Dreher (2014, langjähriger Stadtrat, Kulturreferent)
- Paul Hartmann (2014, langjähriger Stadtrat, Rettungsdienstreferent)
- Michael Immler (2014, langjähriger Stadtrat, Integrationsreferent)
- Horst Leier (2014, langjähriger Stadtrat)

## Bürgermeister und Gemeindevorsteher der Stadt Immenstadt

### Vor 1900
Klaus Baldauf (1379) – Hermann Stich (1383) – Hans Waibel (1396) – Hans Schenk (1402) – Ulrich Bach (1407) – Hainz Schaul (1412) – Heinz Huß (1415) – Benz Baldof (1422 und 1448) – Friken Stadler (1432) – Anton Stadler (1443) – Conrad Herz (1455) – Conrad Stadler (1458) – Sigmund Frik (1462) – Hans Stäub (1465) – Konz Baldof (1466) – Hans Waldvogel d.Ält. (1495) – Hans Wenger (1496) – Martin Stadler (1508 und 1510) – Johann Kaufmann (1509) – Hans Reich (1521) – Konrad Laubegg (1525) – Clemens Gucker (1531) – Peter Abrell (1546) – Ambrosi Stich (1550) – Georg Grath (1564) – Hans Stoll (1580) – Haug Oessen (1584) – Hans Frey (1593) – Hans Zwick (1596) – Bartholomäus Stuber (1597) – Hans Waldvogel d.Jüng. (1600) – Johann Michael Zwick (1641) – Ulrich Berkmann (1651) – Martin Schmid (1652) – Johann Georg Hösle (1695) – Johann Georg Göhl (1719) – Rupert Schnitzer (1743) – Xaver Hagspiel (1782 und 1792) – Peter Fischer (1789) – Johann Georg Keller (1800) – Nikolaus Kuen (1804) – Alois Heim (1807) – Franz Anton Höß (1827) – Anton Kirchmann (1845) – Franz Xaver Bechteler (1856) – Karl Hiebeler (1870) – Peter Paul Marckhart (1873 bis 1899)

### Ab 1900
- Georg Burghardt (1900–1911)
- Friedrich Kraus (1912–1914, hauptamtlich)
- Hermann Stenger (1916–1935, hauptamtlich)
- Matthäus Fehr (1935–1942, ehrenamtlich)
- Philipp Meyer (1943–1945, kommissarisch)
- Otto Fäßler (1945, ehrenamtlich)
- Georg Sigel (1945, ehrenamtlich)
- Albert Wehr (1945–1946, ehrenamtlich)
- Alfred Frey (1946, ehrenamtlich)
- Karl Huber (1947–1952, ehren- bzw. hauptamtlich)
- Karl Pfau (1952–1970, hauptamtlich)
- Hubert Rabini (1970–1978, CSU, hauptamtlich)
- Gerd Bischoff (1978–2008, CSU, hauptamtlich)
- Armin Schaupp (2008–2020, parteilos, hauptamtlich)
- Nico Sentner (seit 2020, parteilos, hauptamtlich)

## Töchter und Söhne der Stadt

### Religion

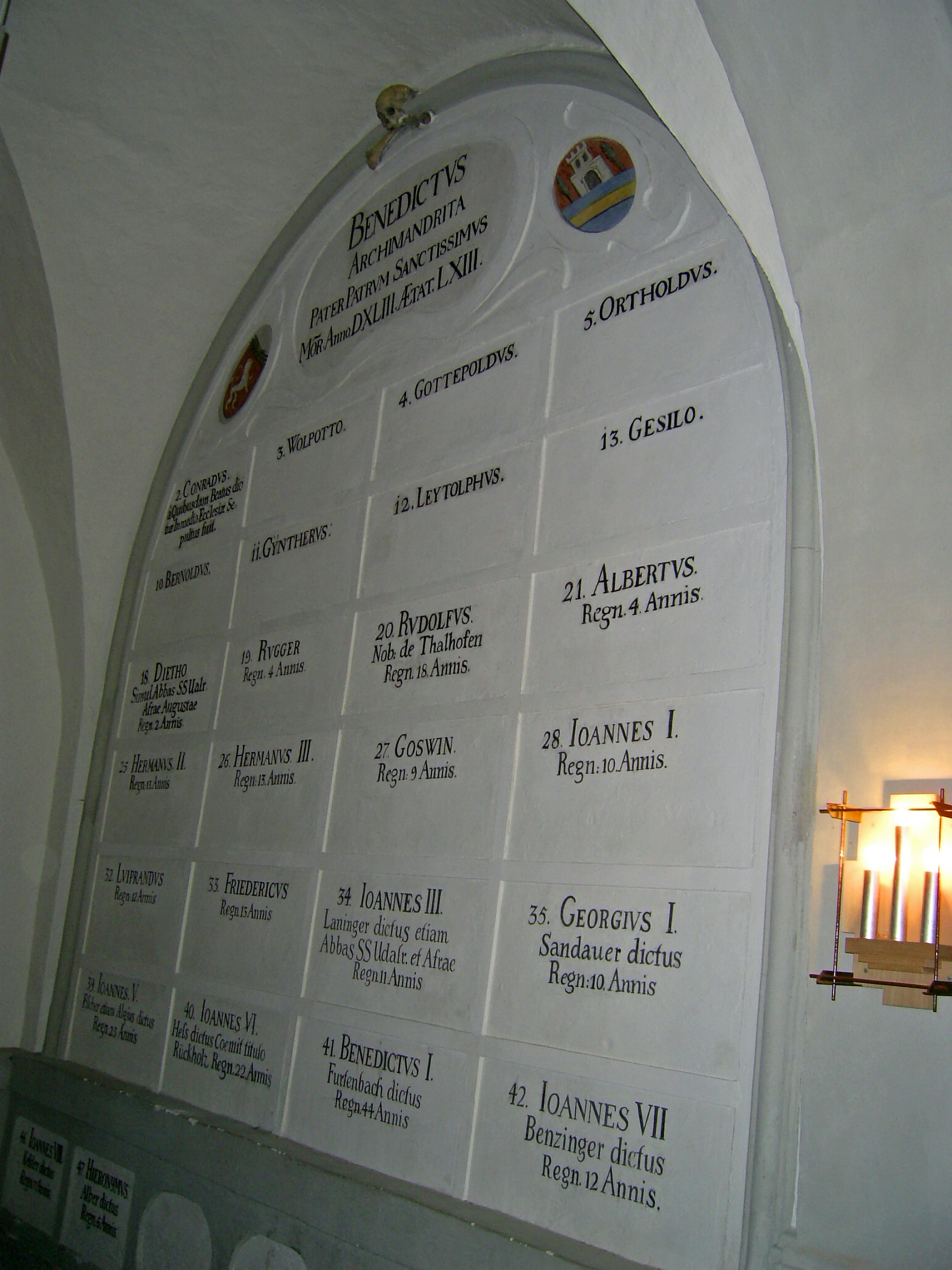
39. Ioannes V Fischer etiam Algius dictus (unten links)

- Johannes V Fischer (* um 1390; † 30. März 1460), auch Johannes Gschwend oder Johannes Allgäuer (Algius) genannt, von 1436 bis 1458 Reform-Abt in Füssen[5]
- Konrad Wenger (* um 1425; † 1501), Jurist und Domherr zu Brixen, Begründer der Spitäler in Immenstadt und Sonthofen
- Heinrich VII. von Montfort-Rothenfels (* 1456; † 1512), Domherr, Kirchenrechtler und Diplomat
- Johannes Wazin (* 1594; † 1653), 1638 Begründer und erster Rektor des Jesuiten-Kollegiums in Breslau[6][7]
- Coelestin Vogl (* 1613; † 1691), christlicher Gelehrter und Abt
- Placidus Weltin (* 1674; † 1737), Doktor der Theologie und ab 1714 Abt im Kloster Petershausen[8]
- Cölestinus Seelos (* 1684; † 1752), Professor der Rhetorik und Prediger im Kloster Weingarten
- Honorat Goehl (* 1733; † 1802), ab 1767 Prälat bzw. Abt im Benediktinerstift Ottobeuren
- Johann Sebastian von Rittershausen (* 1748; † 1820), Schriftsteller, Maler, Jurist, geistlicher Rat, Professor der Philosophie[9]
- Magnus Jocham (* 1808; † 1893), Professor der Theologie
- Alois von Schmid (* 1825; † 1910), geboren in Zaumberg, katholischer Priester und Theologe, Bruder von Andreas Schmid
- Andreas Schmid (* 1840; † 1911), geboren in Zaumberg, katholischer Priester und Theologe.
- Herbert Bihlmayer (1935; † 2024), Ordenspriester und Provinzial der süddeutschen Ordensprovinz
- Peter C. Manz (* 1946), Theologe und emeritierter Domkapitular im Bistum Augsburg

### Politik

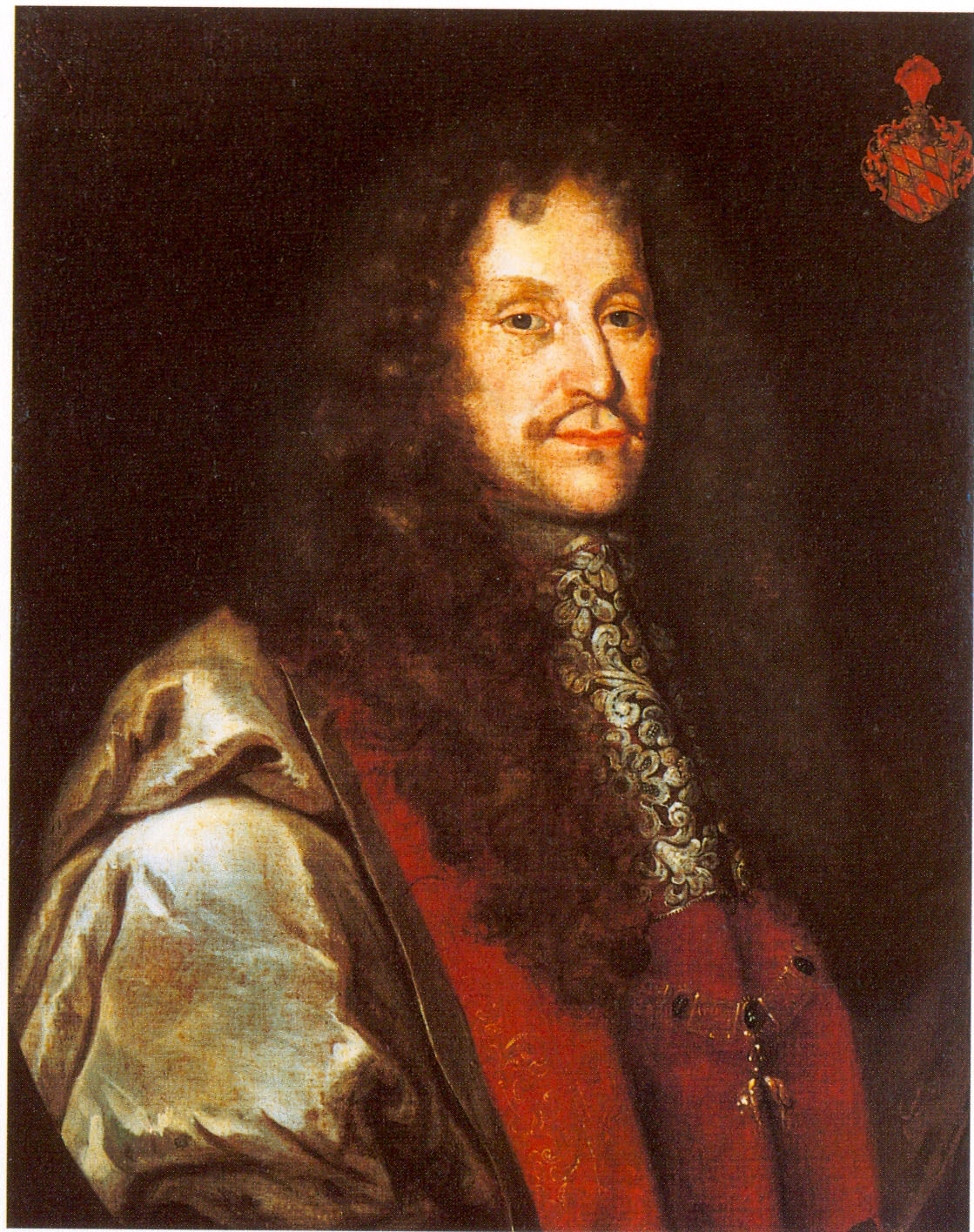
Leopold Wilhelm Graf von Königsegg-Rothenfels

- Hans Kaspar von Laubenberg (* um 1450; † 1522), Rat und Statthalter in Innsbruck
- Leopold Wilhelm von Königsegg-Rothenfels (* 1630; † 1694), Reichsvizekanzler
- Franz Joseph Xaver Eplen von Härtenstein (* 1755; † 1823), Jurist, Hof- und Regierungsrat zu Regensburg, Autor zahlreicher politischer Schriften[10]
- Fidel Schlund (* 1805; † 1882), Führer der Linksliberalen im Allgäu, Landtagsabgeordneter
- Josef Edmund Jörg (* 1819; † 1901), Abgeordneter in der Kammer der Abgeordneten des Bayerischen Landtags, des Zollparlaments und des Reichstags, Historiker, Publizist und Archivar.
- Alois Schmid (* 1854; † 1911), geboren in Zaumberg, deutscher Politiker und Reichstagsabgeordneter, Lokalhistoriker
- Elisabeth Altmann (* 1943); Politikerin (Bündnis 90/Die Grünen), Mitglied des Bundestages

### Kunst und Kultur
- Franz Ferdinand Ertinger (* 1669; † 1747), Bildhauer und Verfasser einer Reisebeschreibung durch Österreich und Deutschland[11][12]
- Columban Habisreutinger (* 1683; † 1755), Komponist, Autor, Geistlicher und Mönch
- Johann Baptist Barmann (* 1709; † 1788), Dichter und Komponist von Opern und Cantaten, Prior zu Weingarten (Württemberg), Professor[13]
- Edmund Elgas (* 1719; † 1767), Chorleiter in Augsburg, Gagers, Innsbruck und Rückholz[14]
- Joseph Lerch (* 1740; † 1810), Miniaturenmaler, Schüler von Franz Anton Winder[15]
- Joseph Finkel (* um 1760), Portraitmaler[16][17]
- Johann Georg Grimm (* 1846; † 1887), geboren in Bühl am Alpsee, Landschaftsmaler[18]
- Ludwig Glötzle (* 1847; † 1929), Kunstmaler
- Eugen Ludwig Hoess (* 1866; † 1955), Kunstmaler und Graphiker
- Otto Keck (* 1873; † 1948), Gastwirt und der Maler des Allgäus
- Xaver Rasch (* 1877; † 1945), Holzbildhauer[19]
- Theo Bechteler (* 1903; † 1993), Bildhauer und Kunstmaler
- Hilde Besserer (* 1903; † 1991), Mundartdichterin, Mitbegründerin der Dichterstube[20]
- Carla Volmer-Stöckert (* 1907; † 1949 in Immenstadt), Kunstmalerin[21]
- Wolfgang Hiltscher (* 1913; † 1941), Komponist (Weihnachts-Kantate: Der Tag, der ist so freudenreich)
- Martl Küchle (* 1916; † 1962), Architekt und Maler, eröffnete 1957 das damalige Heimatmuseum am Klosterplatz[22]
- Hans Dietmann (* 1924; † 2009), Grafiker und Radierer, Preisträger 2001 des BKK Kollegenpreises[23]
- Erich Walter Stadler (* 1927; † 1968), Bildhauer
- Toni Wintergerst (* 1928), Heimatschriftsteller und -dichter, Mitbegründer der Dichterstube, Träger der Immenstädter Bürgerplakette[24]
- Hubert Andreas Wolf (* 1928; † 1998), Steinmetz, schuf die Madonna über dem Hauptportal der Stadtpfarrkirche St. Nikolaus und das Kriegerdenkmal[25]
- Ragni Maria Gschwend (* 1935; † 2021), Übersetzerin
- Dieter Höss (* 1935; † 2020), Textautor, Maler und Graphiker
- Rita Mühlbauer (* 1941), Malerin und Illustratorin
- Gitti Pirner (* 1943), Pianistin und emeritierte Hochschullehrerin der Hochschule für Musik und Theater München (HMT)
- Winfried Wolf (* 1943), Schriftsteller
- Manfred Küchle (* 1944), freischaffender Maler und Graphiker (u. a. D’r Balthes in der Allgäuer Zeitung)
- Klaus Nomi (* 1944; † 1983), Avantgarde-Künstler (Countertenor)
- Gigi Banini (* 1946; † 2018), Kunstmalerin
- Sarah Pelikan (* 1947), Projektkünstlerin, vielfache Preisträgerin (u. a. Schwabinger Kunstpreis 1989, Förderpreis der Stadt München 1992)
- Doris Neumann (* 1948), Schmuck-Designerin, ihre Arbeiten sind in nationalen und internationalen Sammlungen vertreten[26]
- Helmut Domnik (* 1948), Kunstmaler und Graphiker[27]
- Jan Kolata (* 1949), abstrakter Maler, Professor für Kunst und materielle Kultur in Dortmund[28]
- Eva-Maria Rapp (* 1950), Bildende Künstlerin, Kunsttherapeutin, Autorin[29][30]
- Uwe Rudolf (* 1950), Graphiker und Fotograf[31]
- Waltraud Funk (* 1957), Holzbildhauerin
- Christian Wagner (* 1959), Filmregisseur und Drehbuchautor
- Albert Seitz (* 1960), Hotelier und Gastronom, Eventmanager (Mitgründer und Organisator der Kulturveranstaltung Immenstädter Sommer)
- Christian Heller (* 1961), Schauspieler
- Florian Müller (* 1962), Pianist, Ensemblemitglied des Klangforum Wien, Solist bei den Salzburger Festspielen und Wien Modern
- Helen Steele (* 1961; † 2022), Kunstmalerin, lebte und arbeitete in den U.S.A.[32][33]
- Martin Staufner (* 1964), Zeichner und Maler
- Henning Stegelmann (* 1964), Synchronautor und Dialogregisseur
- Thomas Palme (* 1967), Künstler, (Hauptwerk: Zeichnungen)
- Stefan Winkler (* 1968), Kunstmaler, erhielt 2003 den Oberallgäuer Kunstpreis, 2007 den Thomas-Dachser-Gedenkpreis
- Martin Elmar de Haan (* 1970; † 2024), Fliesenlegermeister, Recyclingkünstler, Reality-TV-Persönlichkeit und Deutschlands beliebtester alkoholabhängiger Obdachloser[34][35]
- Jörg Steinleitner (* 1971), Schriftsteller
- Dominik Vogel (* 1983), Autor, Dichter freier Künstler (Regie, Fotografie, Komposition) Deutscher Jugendvideopreis 2003
- Christian Grundl (* 1985), Sternekoch
- Benedikt Greiner (* 1985), Schauspieler und Theaterregisseur
- Nico Abrell (* 1999), Influencer, Autor, Musiker, Webvideoproduzent[36]

### Wissenschaft und Technik
- Joseph Liebherr (* 1767; † 1840), Uhrmacher und Professor der Mechanik; Liebherr ging 1801 nach München und gründete mit Reichenbach und Utzschneider eine feinmechanische Werkstätte (ab 1804 Mathematisch-Physikalisches Institut Reichenbach und Liebherr)
- Julius Klemm (* 1787; † nach 1853 in Tamsweg), Schlosser Juli, Kunstschmied, Gross-Uhrmacher und Erfinder kunstvoller Hänge- und Kastenschlösser[37]
- Werner Wagner (* 1904; † 1956), Psychiater, Direktor des Klinischen Instituts der Deutschen Forschungsanstalt für Psychiatrie
- Wilhelm Bechteler (* 1939), Professor für Hydromechanik und Hydrologie an der Universität der Bundeswehr in München
- Hermann H. Hahn (* 1940), Ingenieur, Universitätsprofessor für Siedlungswasserwirtschaft
- Rainer Schoch (* 1943), Kunsthistoriker
- Anton Amann (* 1943), Soziologe, Gerontologe und Autor
- Wolfgang Orth (* 1944; † 2017), Althistoriker
- Thomas Brechenmacher (* 1964), Historiker
- Evelyn Ehrenberger (geborene Knappe) (* 1969), Chemikerin, Präsidentin der Hochschule Fresenius
- Christian Spatscheck (* 1971), deutscher Sozialarbeiter und Sozialpädagoge, Professor
- Martin Aufmuth (* 1974), Mathematiker und Physiker, Initiator des Projekts EinDollarBrille

### Sport und Sportorganisation
- Heini Klopfer (* 1918; † 1968), Architekt und Skispringer
- Andreas Heidersberger (* 1922; † 1997), Immenstädter Original und Sporthelfer, massierte Rudolf Mang
- Helmut Hagg (* 1932), Skilangläufer
- German Altenried (* 1938, † 2023), Sport-Fachhändler, Gründer und Organisator des Allgäu Triathlon (seit 1982), Ausrichter des 1. offiziellen Triathlons in Deutschland (1983) und der 1. Triathlon-Europameisterschaft (1985)[38], langjähriges Stadtratsmitglied, Träger des Goldenen Ehrenrings der Stadt Immenstadt[39]
- Edda Kainz (* 1940), Skirennläuferin
- Hans Hindelang (* 1951), Radrennfahrer
- Toni Forster (* 1957), Eishockeyspieler
- Peter Sirch (* 1961), Fußballtorwart und -trainer
- Sonja Reichart (* 1964), Freestyle-Skierin, Olympiateilnehmerin

- Karin Ertl (* 1974), Leichtathletin
- Sebastian Stock (* 1977), Curler
- Dietmar Zint (* 1977), Kraftsportler
- Michael Waginger (* 1979), Eishockeyspieler
- Frank Löffler (* 1980), Skispringer
- Patrick Platins (* 1983), Fußballtorhüter
- Dennis Endras (* 1985), Eishockeytorhüter
- Philipp Buhl (* 1989), Lasersegler
- Sabrina Cakmakli (* 1994), Freestyle-Skierin
- Selina Vobian (* 2002), Fußballspielerin

## Mit Immenstadt in Verbindung stehende Personen

### Religion
- Seliger Karl Leisner (* 28. Februar 1915 in Rees/Niederrhein; † 12. August 1945 in Planegg/Bayern), Märtyrer der katholischen Kirche, lebte von 1917 bis 1918 in Immenstadt, besuchte 1936 und 1937 Immenstadt mit seiner dort geborenen Schwester Maria.[40]
- Werner Matthäus Schnell (* 1944), kath. Geistlicher (Monsignore), Kunst- und Baureferent des Bistums Augsburg, Autor mehrerer Kunstführer und -bücher[41]

### Politik
- Franz Anton Höß (* 1784 † 1864), Guts- und Brauereibesitzer, Landwehrmajor, Magistrat, Ortsvorsteher, Bürgermeister und Abgeordneter im Bayerischen Landtag
- Friedrich von Podewils (* 13. Juli 1804 in Schönkirch; † 23. Juni 1863 in Bayreuth), Vorstand des Landgerichts Immenstadt, Staatsbeamter, Abgeordneter und Autor
- Gerd Bischoff (* 1945), Erster Bürgermeister 1978–2008, Ehrenbürger und Träger des Goldenen Ehrenrings des Landkreises Oberallgäu[42]
- Hanns Stumpf (* 1929 † 2008), Erster ehrenamtl. Bürgermeister der Gemeinde Stein i. Allgäu (1965–1972), Stadtrat der Stadt Immenstadt i. Allgäu (1972–1996), Kreisrat des Landkreises Oberallgäu (1972–1990), Erster Vorsitzender des SPD-Ortsvereins Immenstadt (1977 und 1979–1991), Träger des Goldenen Ehrenrings der Stadt Immenstadt i. Allgäu (1984), Träger der Verdienstmedaille der Bundesrepublik Deutschland (1989), Träger der Medaille für besondere Verdienste um die Kommunale Selbstverwaltung des Freistaats Bayern (1997), Ehrenmitglied des SPD-Ortsvereins Immenstadt (1997), Ehrenvorsitzender des SPD-Ortsvereins Immenstadt (2007)

### Kunst und Kultur
- Franz Anton Winder (* 1720 in Altdorf; † 1800 in Immenstadt), Miniaturenmaler[43][44]
- Franz Christian Dornach (* 1755 in Fischen; † 1821 in Immenstadt), Bildhauer, schuf den Hochaltar der Friedhofskapelle[45]
- Nikolaus Drexel (* 2. März 1795 in Fischen; † 21. November 1851 in Immenstadt), Kunstmaler und Lithograph[46]
- Franz Xaver Glötzle (* 8. März 1816 in Kempten; † 31. Mai 1884 in Immenstadt), Kunstmaler und Lithograph, Erstherausgeber des Wochenblatts im April 1859 (Vorläufer des Allgäuer Anzeigeblatts), Vater von Ludwig Glötzle[47]
- Alphons Rapp (* 22. April 1858 in Dillishausen; † 2. Juni 1925 in Immenstadt), Oberlehrer in Immenstadt, Bibliothekar des Alpenvereins, Autor von Gedichten, Liedern und Theaterstücken, Chorleiter und Dirigent des Gesangsvereins „Harmonie“ und Erfinder mit Patenten in der Schweiz, Kanada (1895) und Deutsches Reich (1906)[48][49][50]
- Otto Keck (* 20. März 1873 in Oberstaufen; † 8. April 1948 in Immenstadt), Kunstmaler, die Stadt Immenstadt ehrte ihn mit der Otto-Keck-Straße[51]
- Fritz Schwaiger (* 5. März 1878 in Beckstetten bei Buchloe; † 19. März 1953 in Immenstadt), Kunstmaler[52]
- Eduard Bechteler (* 6. Januar 1890 in München; † 31. August 1983 in Mindelheim), Kunstmaler und Bildhauer, Bruder von Theo Bechteler
- Hans Erwin Steinbach (* 15. Februar 1896 in Kesselstadt; † 13. November 1971 Seeg), Kunstmaler[53]
- Max Schöfer (* 18. Oktober 1895 bei Straubing; † 12. November 1966 in Bergen bei Chiemgau), Kunstmaler, Preisträger des Kunstpreises der Stadt Kempten 1955[54]
- Paul Werner (* 12. Juli 1904 in Gersdorf/Sachsen; † 15. Oktober 1985 in Immenstadt), Kunstmaler und Konservator[55]
- Max Wineberger (* 1. August 1908 in Bad Hindelang; † 14. Januar 1977 in St. Wendel/Saarland), Bildhauer, schuf die Schutzengelmadonna aus Trierer Sandstein in der Klostergasse[56]
- Hans Breinlinger (* 27. Februar 1912 in Sonthofen; † 19. August 1985 in Immenstadt), deutscher Schriftsteller, Journalist, Komponist, Theater- und Drehbuchautor, Regisseur und Moderator
- Nora Willi-Voelcker (* 26. Mai 1912 in Heidelberg; † in Baldegg), Kunstmalerin, lebte von 1942 bis 1952 in Bühl[57]
- Wilhelm Krause (* 28. Juni 1913 in Dittersbach (jetzt Jetřichovice / Tschechische Republik); † 26. Juli 2008 in Immenstadt), Kunstmaler[58]
- Eberhard Neef (* 17. November 1915 in Stuttgart; † 20. Januar 2003 in Immenstadt), Karikaturist z. B. für den Allgäuer Heimatkalender[59]
- Ursula Gondermann (* 3. Februar 1921 in Duisburg; † 2. März 2005 in Oberstaufen), Bildhauerin, schuf u. a. die Skulptur Der Reigen auf dem St.-Nikolaus-Platz[60]
- Kurt Apfel (* 29. November 1925 in Tann; † 18. Oktober 2007 in Immenstadt), Graphiker und Illustrator, vielfacher Deutscher Meister im Schwimmen (Versehrtensport)[61]
- Peter E. Steiner (* 9. April 1926 in Lochen/Österreich; † 28. Juni 2025 in Stuttgart), Professor für Schrift und Typografie, Entwerfer von fast 70 Bundespost-Briefmarken und -Stempel[62][63], wuchs in Immenstadt auf
- Angelika Hofer (* 28. Juli 1931 in Kappelwindeck), Kunstmalerin, lebte von 1958 bis 1963 in Trieblings
- Christoph Bechteler (* 1935 in Berlin), Sohn von Theo Bechteler, Metallgestalter
- Gunther le Maire (* 1940 in Rehau), Kunstmaler, Preisträger des Johann-Georg-Grimm-Preis 2008
- Oktay Lütfi Gürsel (* 1942), Film- und Fernseh-Schauspieler, Hammerwerfer
- Edith Baumann (Malerin) (* 1942; † November 2008), freischaffende Künstlerin
- Jürgen Moos (* 1954), freischaffender Künstler
- Ulrike Bauermeister-Bock (* 1959 in Schweinfurt), Autorin von Martha (Eine Erzählung aus dem Leben einer Fabrikarbeiterin in Immenstadt 1857 - 1880)[64]
- Jürgen Wirth (* 1965 in Sonthofen), Schriftsteller
- Alain Nkossi Konda (* 1966), Musiker
- Birgit Hefter (* 1969 in München), freischaffende Künstlerin (Malerei und Zeichnung), Beteiligung an der Kunstausstellung Die Südliche (2005/2012)[65]
- Sebastian Kulisch (* 1971 in Bergisch Gladbach), Metallgestalter, schuf die Stahl-Skulptur Milchmusik am Schulpavillon[66]
- Kim Nekarda (* 1973 in Gießen), freischaffender bildender Künstler

### Wirtschaft und Soziales Leben
- Franz von Miller (* 1783 in Weitnau; † 1842 in Darmstadt), Mitbegründer der Immenstädter „Leinwandhandels-Sozietät“, Volkswirt, Mitbegründer des Bayerisch-Württembergischen Zollvereins und Autor: (Franz Miller von Immenstadt).[67]
- Joseph Jakob Probst (* 1788; † 1859) Mitbegründer der Mechanischen Bindfadenfabrik Immenstadt
- Friedrich von Lössl (* 14. Januar 1817 in Weiler im Allgäu; † 14. Mai 1907 in Wien), Miterbauer der Mechanischen Bindfadenfabrik Immenstadt
- Julius Kunert jun. (* 4. Juni 1900 in Warnsdorf (jetzt Varnsdorf / Tschechische Republik); † 7. Februar 1993 in Immenstadt), Sohn von Julius Kunert sen., Unternehmer (Kunert Strumpf- und Trikotagenfabrik GmbH Immenstadt, später Kunert AG Immenstadt), Ehrenbürger von Immenstadt (Julius-Kunert-Straße), Träger des Bayerischen Verdienstordens und des Bundesverdienstkreuzes 1. Klasse, Mitbegründer der Julius-und-Gertraud-Kunert-Stiftung
- Norbert Riedel (* 1. April 1912 in Jägerndorf (jetzt Krnov / Tschechische Republik); † 24. Februar 1963 in Zürs am Arlberg), Erfinder und Unternehmer (Riedel Motoren AG Immenstadt), Entwickler des Motorrades Imme

### Wissenschaft und Technik
- Ludwig von Gise (* 27. Oktober 1828 Teublitz; † 3. September 1897 Immenstadt), Mitbegründer der Allgäuer Alpenversuchsstationen
- Heinrich Richard Hamann (* 29. Mai 1879 in Seehausen (Börde); † 9. Januar 1961 in Immenstadt, Allgäu) deutscher Kunsthistoriker und Begründer des Bildarchivs Foto Marburg

### Sport
- Uwe Wegmann (* 1964), Fußballspieler und Fußballtrainer
- Menia Bentele (* 2001), Schweizer Beachvolleyballspielerin